# Bob Humphreys
Robert "Bob" Keith Humphreys (* 30. März 1936 in Los Angeles; † 16. September 2022 in Camarillo) war ein ehemaliger US-amerikanischer Diskuswerfer.
1963 siegte er bei den Panamerikanischen Spielen in São Paulo.
Seine persönliche Bestleistung von 62,00 m stellte er am 14. Juli 1962 in Long Beach auf.